# Свети Георги Амбелински
Вижте пояснителната страница за други значения на Свети Георги.
Храм „Свети Георги“ е православна църква в квартал „Свети Георги“ на Асеновград. Старото му име е Амбелино, откъдето идва и пълното име на храма. Населението го знае и като Джорж махала.
„Свети Георги Амбелински“ е трикорабна, трикуполна базилика и има петстенна абсида. Има шест двойки колони с украсени капители. Тя е съградена стотина години след като Амбелино се е отделило като самостоятелна енория в Станимака (старото име на Асеновград), в неговата стара част. Оформлението на сградата, с нейната забележителна уккраса – колони, чиито капители са украсени с дракони, изписани подпрозоречни пространства и камбанария с уникален часовник, доставен от Виена, са белег на културата на станимакци, с усет за новите тенденции в църковното строителство. Църквата и едноименният квартал са разположени от левия бряг на река Асеница на мястото, където завършва Тракия и започват полегатите северни склонове на Родопа планина.